# Štěpánov (Olomouci járás)
Štěpánov település Csehországban, az Olomouci járásban. Štěpánov Lužice, Olomouc, Střeň, Štarnov, Žerotín, Liboš, Pňovice, Horka nad Moravou és Hnojice településekkel határos. Lakosainak száma 3531 fő (2024. január 1.).

## Népesség
A település lakosságának változását az alábbi diagram mutatja:
| Lakosok száma | 3768 | 4062 | 4063 | 3412 | 3666 | 3274 | 3485 | 3506 | 3389 | 3531 |
|               | 1869 | 1900 | 1921 | 1961 | 1980 | 2011 | 2016 | 2019 | 2021 | 2024 |